# بوسي ليندكويست
بوسي ليندكويست (بالسويدية: Bosse Lindquist)‏ هو صحفي ومنتج أفلام سويدي، ولد في 1954 في ستوكهولم في السويد.

## وصلات خارجية
- بوسي ليندكويست على موقع IMDb (الإنجليزية)
- بوسي ليندكويست على موقع قاعدة بيانات الفيلم (الإنجليزية)